# Chelipoda australpina
Chelipoda australpina är en tvåvingeart som beskrevs av Adrian R.Plant 2007. Chelipoda australpina ingår i släktet Chelipoda och familjen dansflugor. Inga underarter finns listade i Catalogue of Life.